# Hammastunturi vildmarksområde
Hammastunturi vildmarksområde (finsk: Hammastunturin erämaa) ligger i Lappland, Finland . Det blev etableret i 1991 ligesom alle de andre 11 vildmarksområder i Finland . Det dækker et areal på 1.825 km2 beliggende i et fjeld- og skovområde mellem Urho Kekkonen Nationalpark og Lemmenjoki Nationalpark . Det administreres af den finske skovstyrelse Metsähallitus.
Områdets historie er præget af rensdyrhold, det var del af guldfeberen i Lapland og senere vejbygning og bosættelser. Under guldrushen omkring 1870 var Kultala ved Ivalofloden et stort landsbycenter, der husede hundreder af mennesker, medlige så mange guldgravere som lokale Inarifolk.